# Poiares (Peso da Régua)
Poiares è stata una freguesia (frazione) del concelho (comune) di Peso da Régua in Portogallo.
Il 28 gennaio 2013 è stata unita a quella di Canelas formando la nuova freguesia di Poiares e Canelas.